# Schefflera palmiformis
Schefflera palmiformis är en araliaväxtart som beskrevs av Igor Vladimirovich Grushvitzky och Nina Timofeevna Skvortsova. Schefflera palmiformis ingår i släktet Schefflera och familjen araliaväxter. IUCN kategoriserar arten globalt som starkt hotad.
Artens utbredningsområde är Vietnam. Inga underarter finns listade.